# Spreewaldkrimi: Tödliche Heimkehr
Tödliche Heimkehr ist ein deutscher Fernsehfilm von Jan Fehse aus dem Jahr 2018. Er ist der elfte Film aus der Kriminalfilmreihe Spreewaldkrimi und wurde am 26. November 2018 im ZDF als „Fernsehfilm der Woche“ ausgestrahlt.

## Handlung
Kommissar Thorsten Krüger muss gegen seine einstige Liebe Tanja Bartko ermitteln, die bezichtigt wird, den Anwalt Malchow mit einer Armbrust getötet zu haben. Kommissar Krüger soll den Tathergang aufklären. Bartko ist vor kurzem mit ihrem Lebensgefährten Holger Bingel und ihrem Sohn Daniel in den Spreewald zurückgekehrt, um auf einem von ihr geerbten Ufergrundstück eine Hotelanlage zu errichten. Anwalt Malchow hatte sie dabei juristisch vertreten und die Investorenverträge ausgearbeitet. Nachdem ein polnischer Investor Regressansprüche angemeldet hat, weil aus Naturschutzgründen ein Baustopp ausgesprochen wurde, soll dies in einer Anhörung unter Leitung eines englischen Richters aufklärt werden. Krüger prüft, ob hier nicht jemand Bartko in ihrem Vorhaben schaden will und sie tatsächlich zu Unrecht auf der Anklagebank sitzt. Auch gibt es Unstimmigkeiten mit Mattes Geolenk, der im Spreewald Kahnfahrten organisiert und durch den zunehmenden Tourismus, den ein neues Hotel noch fördern würde, auch eine zunehmende Zerstörung der einzigartigen Landschaft befürchtet.
Nach Krügers Recherchen arbeitet der polnische Anwalt, der den Investor vertritt, mit einer Gruppe zusammen, die ein regelrechtes Klagesyndikat aufgebaut hat und so stetig versucht, Schiedsurteile zu Gunsten ihrer Investoren zu erwirken. Die Folgen für die Gemeinden und Bauleute sind ihnen dabei egal. Das bekam Tanja Bartko schon bald zu spüren, als die Leute ihr die Schuld daran gaben, dass ihr Grundstück mit in die Regresszahlungen eingebunden ist und Nachteile hat. In dieser Situation kommt es zum Streit zwischen Tanja und ihrem Freund Holger. Dabei erfährt sie, dass er nie vorhatte, mit ihr gemeinsam das Hotelprojekt zu realisieren, sondern mit in dem Klagesyndikat verstrickt war und sie nur ausnutzen wollte. Als Krüger das herausfindet, hat sich Holger Bingel bereits nach Polen abgesetzt. Tanja sagt nun aus, dass Holger mit der Armbrust auf Malchow geschossen hätte, weil auch er Bingels doppeltes Spiel erkannt hatte. Die Staatsanwaltschaft legt daraufhin fest, keine Anklage gegen Tanja zu erheben.
Im Nachhinein erkennt Ortspolizist Fichte, dass Tanja nicht die Wahrheit gesagt hatte, denn anhand einer Zeichnung von ihrem Sohn ist eindeutig, dass der Junge den Pfeil auf Malchow abgeschossen hat. Da auch er den Streit zwischen der Mutter und dem Anwalt mitbekommen hatte, wollte er sie damit beschützen und hatte nicht erwartet, dass sich der Pfeil lösen würde. Fichte hält es sogar für möglich, dass Tanja ihren Lebensgefährten aus Enttäuschung ebenfalls umgebracht hat und Krüger sie aus Sympathie deckt. Beweise dafür hat Fichte allerdings nicht.

## Hintergrund
Tödliche Heimkehr wurde unter dem Arbeitstitel Das Lächeln der Schimäre vom 10. Oktober 2017 bis zum 15. November 2017 gedreht. Als Drehschauplätze dienten der Spreewald, Berlin und Umgebung.

## Rezeption

### Einschaltquote
Die Erstausstrahlung am 26. November 2018 im ZDF wurde von 5,89 Millionen Zuschauern verfolgt, was einem Marktanteil von 18,6 Prozent entsprach.

### Kritik
Rainer Tittelbach von Tittelbach.tv schrieb: „Wie immer bei dieser Krimidrama-Reihe, die von Thomas Kirchner […] konzipiert und ausschließlich geschrieben wird, fließen auch in ‚Tödliche Heimkehr‘ […] die Zeitebenen anregend assoziativ und wahrnehmungspsychologisch effektiv ineinander.“ Die „Wiederaufnahme einer alten Geschichte macht noch mal besonders deutlich, dass Krüger als Filmfigur, weil er wie ein realer Mensch eine Biographie besitzt, ernst genommen wird.“ „Trotz der ‚sprunghaften‘ Dramaturgie ist die komplexe Tragödie klar und klug strukturiert.“ Bildtechnisch wirkt diese Episode „weniger bedrückend und düster […] als die meisten anderen ‚Spreewaldkrimis‘“ und „lotet dennoch die Seelenpein sichtbar und spannend aus.“
Die Kritiker der Fernsehzeitschrift TV Spielfilm fanden, der elfte Film der Reihe biete eine „typische Krimiausgangslage, etwas sorbische Mythologie (diesmal: der Glücksdrache Plon) und ein aktuelles Thema (diesmal: Schiedsgerichte und die Tricks der Großinvestoren) [… einen] schön ambivalenten Schluss und [die] Frage, ob Krüger eigene Moralmaßstäbe über das Gesetz stellt“. Das Werk sei „verschachtelt erzählt, mit netter Schlusspointe“. Sie werteten den Film mit dem Daumen nach oben.
Heike Hupert von der Frankfurter Allgemeinen Zeitung urteilte: „Im ‚Spreewaldkrimi‘ wurde von Anfang an auf hohem Niveau horizontal erzählt, lange bevor der Serienhype um sich griff. Das Eigentümliche dieses intelligenten Krimis ist aber, dass sich in den Weiterführungen Geschehnisse und Motive nicht klären, sondern verrätselt werden. Das Personal ist über die Jahre undurchschaubarer geworden und der Spreewald wirkt immer mehr als ein Ort des Obskuren.“